# Mehari Suthal
Mehari Suthal sau Mehari ben Suthal, cunoscut sub numele Abba Mehari (sec.XIX)
a fost un călugăr (malkosa) evreu etiopian, care a trăit și activat în zona Qola Vegre, unde a fost păstorul spiritual al obștei evreiești locale Beta Israel (cunoscută de străini sub numele de „falași”). În anul 1862 Abba Mehari a condus o încercare de reîntoarcere a evreilor etiopieni la Ierusalim, în Țara Sfântă. El este considerat de evreii originari din Etiopia drept un precursor al întoarcerii lor în Sion sau a mișcării de „aliya” în Israel, în ultimele decenii ale secolului al XX-lea.

## Date biografice
Abba Mehari s-a născut la Kwara în regiunea Amhara (regiune)|Amhara), unde a devenit cleric - "kes", și călugăr - malkosa. Mai apoi, a peregrinat printre așezările evreilor Beta Israel, risipite între Gorgora și Amba Gualit, ocupându-se cu transmiterea învățăturii tradiționale, cu oficierea unor ritualuri religioase, ca cele de sacrificiu, cu riturile destinate tămăduirii bolilor și combaterii secetei. În cele din urmă s-a stabilit la Dambia, unde a devenit o persoană venerată. A avut mulți învățăcei și a purtat dispute cu misionarii creștini.

Din 1858 misionari protestanți din Anglia își făcuseră apariția în zonă și căutaseră să zdruncine credința tradițională a evreilor localnici, arătându-le că evreii în alte părți ale lumii nu practică ca ei călugăria, sacrificii de animale și nici ritualuri de purificare chiar atât de severe.
Unul din misionarii care au intrat în contact cu Abba Mehari, germanul Johann Martin Flad, din Württemberg au relatat următoarele (în 1874):
«O dată am cunoscut un călugăr, Abba Mehari, care era convins că se apropie timpul când Domnul îi va aduna pe evrei dintre toate popoarele și îi va aduce în țara strămoșilor lor. El credea că atunci ei vor reclădi Templul din Ierusalim, așa cum stă scris în proorocia lui Ezechiel și îl vor sluji pe Domnul după Legea lui Moise».

Legenda povestește că în tinerețe Abba Mehari a tălmăcit visul unei femei etiopiene, care i s-a adresat cerându-i sfatul. el i-a prezis ca va naște un copil pe nume Kassa, care va ajunge împărat peste Etiopia. Și într-adevăr, acea femeie a devenit (în anul 1818) mama împăratului Theodros al II-lea. 
Mai târziu Theodros nu a uitat de  prezicerea lui Abba Mehari și a permis evreilor Beta Israel să iasă la drum spre Ierusalim.
Motivele încercării de a părăsi Etiopia și de a pleca în Țara Sfântă erau, după opiniile cercetătorilor - teama de convertiri forțate, dorința de a putea continua nestingheriți ritualurile de sacrificii animale, dorul după Ierusalim, și consimțământul împăratului, interpretat ca un semn divin.
O parte din cercetători considera ca acordul lui Theodros al doilea pentru planul plecării a o parte din supușii lui evrei în Palestina se datora ambițiilor sale politice și mesianice de a-și extinde imperiul (de pe o poziție adversă Imperiului Otoman care deținea Locurile Sfinte), care corespundeau și cu dorința sa de a pune capăt periodei de divizare a puterii cunoscută în istoria Etiopiei ca perioada Judecătorilor.

## Exodul eșuat din 1862
Abba Mehari a dat sfoară în țară îndemnând și recrutând pe fiii lui Beta Israel dispuși să pornească spre Ierusalim așa cum străbunii, sub conducerea lui Moise,au străbătut Marea Roșie ca să ajungă în Țara Făgăduinței.  
Drumul anevoios pe care l-au luat vreme de circa trei ani, în condiții vitrege, prin Munții Simien, sutele și poate miile de adepți ai lui Abba Mehari și ai celor șase kesi care l-au însoțit, s-a terminat catastrofal. Spre capătul călătoriei ar fi ajuns și la străvechea capitală etiopiană Aksum, în ținuturile locuite de populația tigre.)
După cum povestesc kesii evreilor etiopieni din zilele noastre ei au ajuns la rîul Mareb, la frontiera dintre Tigray și Eritreea (dupa Kes Mehari), sau chiar au trecut în Kweihin și în Eritreea (după Kes Yosef). Mulți s-au prăpădit pe drum de foame și de ger din cauza iernilor grele. Cei decedați, inclusiv kesi și călugări, au fost îngropați, în mare parte, la Medebay, unde se află un mare monument în amintirea lor. Abba Mehari și-a reconsiderat în consecință planul, socotind că profeția ajungerii în Sion nu e încă actuală și va fi împlinită cândva în viitor. Majoritatea participanților la marș s-au întors cu el la Dembiya,. (după alte surse, doar o minoritate ar fi supraviețuit
)
și numai un mic număr de îndrăzneți au încercat, cu aprobarea lui, să continue drumul spre Sion. 
.. Se spune că intorși acasă, participanții la expediție, și-au găsit locuințele în paragină, pradă hienelor și scorpionilor.
Eșecul planului Abba Mehari, în ciuda grelelor pierderi omenești, nu a știrbit cu nimic prestigiul său în rândurile comunității Beta Israel. El a rămas o figura respectată atât de evreii locali cât și de misionarii creștini.
Despre locul unde este mormântul lui Abba Mehari există mai multe versiuni: trei din ele îl localizează în zona Dembiya, iar alta - în zona Kwara..
În cursul deceniilor după aceea, comunitatea Beta Israel a mai cunoscut valuri de entuziasm mesianic, dar care nu s-au însoțit de acțiuni concrete de emigrare în masă, din cauza învățămintelor trase din catastrofa din 1862. 

Exodul majorității evreilor etiopieni a avut loc in cele din urmă în a doua jumătate a secolului al XX-lea în împrejurari politice si umanitare particulare, în cadrul Operației Moise din 1984-1985 și a Operației Solomon din anul 1991, organizate de autoritățile Statului Israel.